# Emberizoides
Emberizoides és un gènere d'ocells de la família dels tràupids (Thraupidae).

## Taxonomia
Segons la Classificació del Congrés Ornitològic Internacional (versió 14.2, 2024) aquest gènere està format per tres espècies:
- Sit cuallarg pàl·lid (Emberizoides ypiranganus Ihering, HFA & Ihering, R, 1907)
- Sit cuallarg falcat (Emberizoides herbicola Vieillot, 1817)
- Sit cuallarg del Duida (Emberizoides duidae Chapman, 1929)